# Parlamentswahl in der Autonomen Gemeinschaft Baskenland 2020
- UP: 6
- EH Bildu: 21
- PSOE: 10
- EAJ/PNV: 31
- PP+C's: 6
- VOX: 1

Die vorgezogenen baskischen Regionalwahlen zur Wahl des Parlaments der Autonomen Gemeinschaft Baskenland der XII. Legislaturperiode sollten ursprünglich am Sonntag, den 5. April 2020, stattfinden. Sie wurden wegen der COVID-19-Pandemie ausgesetzt. Die Wahlen fanden letztendlich am 12. Juli 2020 statt.

## Wahlsystem
Das Baskische Parlament ist die zweckbestimmte, einkammrige Legislative der Autonomen Gemeinschaft des Baskenlandes, die über eine legislative Befugnis in regionalen Angelegenheiten im Sinne der spanischen Verfassung und des baskischen Autonomiestatuts sowie über die Möglichkeit verfügt, das Vertrauen in eine Lehendakari zu wählen oder sie aus einer Lehendakari zu entziehen. Die Abstimmung für das Parlament erfolgt auf der Grundlage des allgemeinen Wahlrechts, das alle Staatsangehörigen über achtzehn Jahre umfasst, die im Baskenland registriert sind und in voller Ausübung ihrer politischen Rechte stehen. Darüber hinaus müssen Basken im Ausland eine Stimmabgabe beantragen, bevor sie wählen dürfen, ein System, das als "Bettelung"; oder Expat-Abstimmung bekannt ist (Spanisch: Voto rogado).
Die 75 Mitglieder des baskischen Parlaments werden nach der D'Hondt-Methode und nach einem geschlossenen Verhältniswahlsystem gewählt, wobei in jedem Wahlkreis ein Schwellenwert von 3 Prozent der gültigen Stimmen – einschließlich der leeren Stimmen – gilt. Parteien, die den Schwellenwert nicht erreichen, werden bei der Sitzverteilung nicht berücksichtigt. Darüber hinaus kann die Anwendung der D'Hondt-Methode zu einem effektiven Schwellenwert von über drei Prozent führen, je nach Bezirksgröße. Jedem Wahlkreis wird eine feste Anzahl von 25 Sitzen zugewiesen, um eine gleichberechtigte Vertretung der drei Provinzen im Parlament gemäß dem regionalen Autonomiestatut zu gewährleisten. Das bedeutete, dass Álava ab dem 1. Januar 2017 die gleiche Anzahl von Sitzen wie Bizkaia und Gipuzkoa zugewiesen wurde, obwohl ihre Einwohnerzahl gleich war: 323. 978, 1. 134. 519 und 709. 209.
Das Wahlgesetz sieht vor, dass Parteien, Verbände, Koalitionen und Wählergruppen Kandidatenlisten vorlegen können. Die Zusammenschlüsse von Wählern sind jedoch verpflichtet, die Unterschrift von mindestens einem Prozent der in dem Wahlkreis, für den sie sich zur Wahl stellen, eingetragenen Wähler sicherzustellen. Den Wählern ist es untersagt, für mehr als eine Liste von Kandidaten zu unterschreiben. Gleichzeitig sind Parteien und Verbände, die beabsichtigen, eine Koalition einzugehen, um gemeinsam an einer Wahl teilzunehmen, verpflichtet, die zuständige Wahlkommission innerhalb von zehn Tagen nach der Wahl zu informieren.

## Wahldatum
Die Amtszeit des baskischen Parlaments endet vier Jahre nach dem Datum seiner letzten Wahl, es sei denn, es wird früher aufgelöst. Der Wahlerlass wird spätestens am fünfundzwanzigsten Tag vor Ablauf der Gültigkeitsdauer des Parlaments erlassen und am folgenden Tag im Amtsblatt des Baskenlandes veröffentlicht, wobei der Wahltag am vierundfünfzigsten Tag nach der Veröffentlichung stattfindet. Die letzte Wahl fand am 25. September 2016 statt, d. h. die Amtszeit des Gesetzgebers endet am 25. September 2020. Der Wahlverordnung wird spätestens am 1. September 2020 veröffentlicht, wobei die Wahl am vierundfünfzigsten Tag nach der Veröffentlichung stattfindet und der späteste mögliche Wahltermin für das Parlament am Sonntag, den 20. Oktober 2020, festgelegt wird. Dies wäre der reguläre Wahltermin gewesen.
Allerdings hat der Lehendakari das Vorrecht, das baskische Parlament jederzeit aufzulösen und eine vorgezogene Neuwahl anzusetzen, sofern kein Misstrauensantrag vorliegt. Auch in diesem Fall findet die Wahl nach dem Wahlgesetz am 54. Tag nach der Veröffentlichung des Dekrets über die Parlamentsauflösung statt.
Der Lehendakari Iñigo Urkullu (PNV) machte hiervon am 10. Februar 2020 Gebrauch und setzte damit Neuwahlen für den 5. April 2020 an. Grund hierfür war nicht eine Regierungskrise, sondern Urkullu wollte vermeiden, dass die Wahl im Herbst in zeitlicher Nähe zu einer für dann erwarteten vorgezogenen Regionalwahl in Katalonien und in einem aufgrund der Unabhängigkeitsbestrebungen in Katalonien angeheizten politischen Klima stattfindet. Ab März 2020 wurde Spanien in besonderem Maße von der COVID-19-Pandemie betroffen. Am 14. März 2020 erklärte die Zentralregierung in Madrid deswegen den Alarmzustand, verbunden mit erheblichen Einschränkungen des öffentlichen Lebens. Daraufhin setzte der Lehendakari mit Dekret vom 17. März 2020 die Wahl aus. Begründet wurde dies insbesondere damit, dass die mit dem Alarmzustand verbundenen Beschränkungen den normalen Ablauf des Wahlkampfs unmöglich machen würden.
Nach Entspannung der Pandemie-Lage setzte der Lehendakari mit Dekret vom 18. Mai 2020 den 12. Juli 2020 als neuen Wahltag fest.